# Crocus pallasii
Crocus pallasii là một loài thực vật có hoa trong họ Diên vĩ. Loài này được Goldb. miêu tả khoa học đầu tiên năm 1817.